# Abdij van Kortenberg

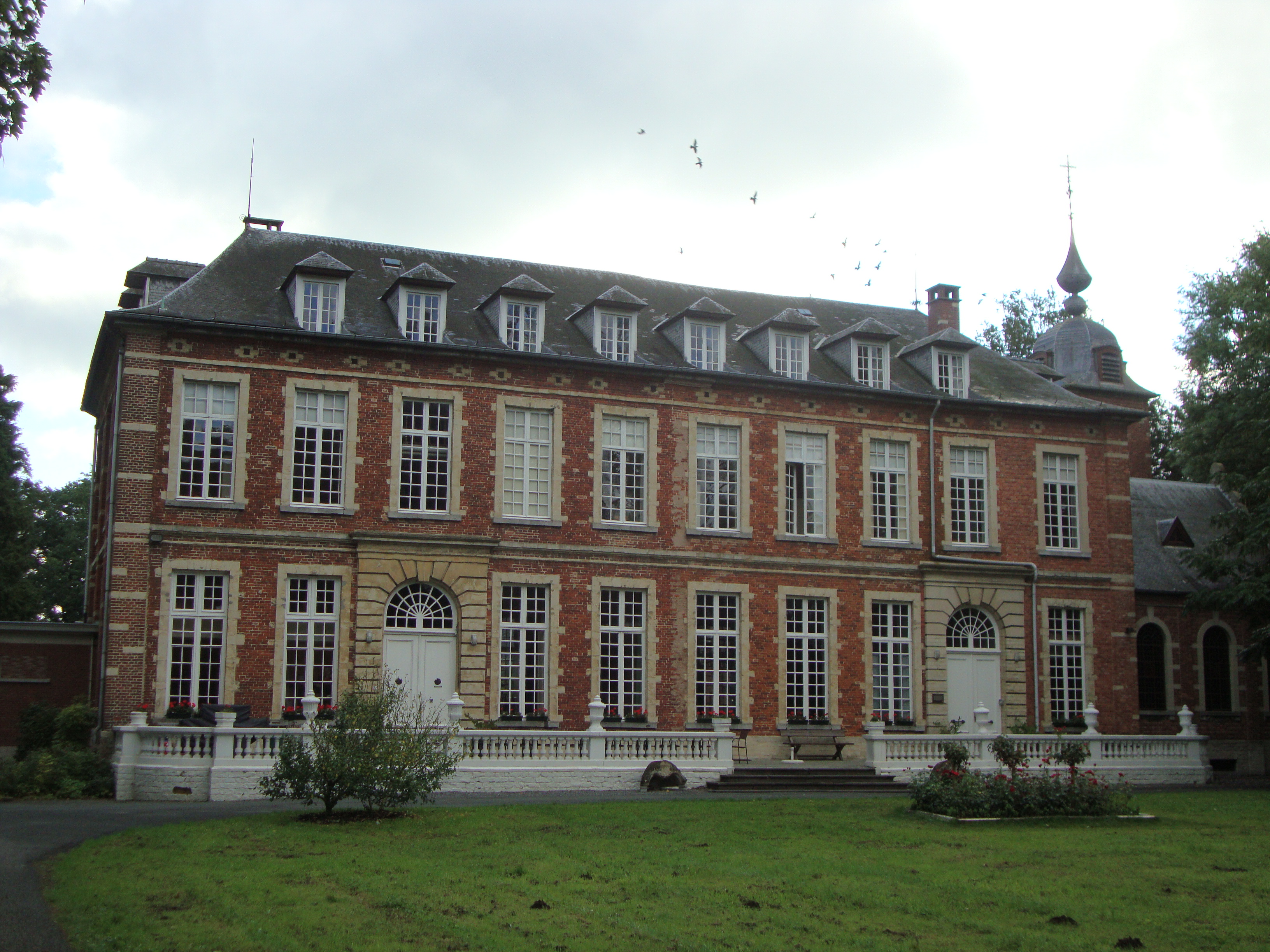
Abdijkasteel

De Abdij van Kortenberg is een voormalige benedictinessenabdij in de Belgische gemeente Kortenberg.

## Geschiedenis

### Stichting
De Abdij van Kortenberg lag op de oude Curtenbergh, nu Eikelenberg. Volgens de overlevering werd op de berg een kluis gesticht door een godvruchtige dame, Duva genaamd ("Duif", ook wel "Columba"). Al snel verzamelde ze een kring van geestelijken rond zich. Ze leefden in kleine huisjes gegroepeerd rond een kerk. Een oorkonde uit 1095 getuigt van de schenking van het altaar door Walcher, bisschop van Kamerijk. Graaf Godfried I van Leuven en dertig vooraanstaande edelmannen verleenden hieraan hun steun. De zusters plaatsten zich onder de bescherming van Onze-Lieve-Vrouw en Sint-Amandus.

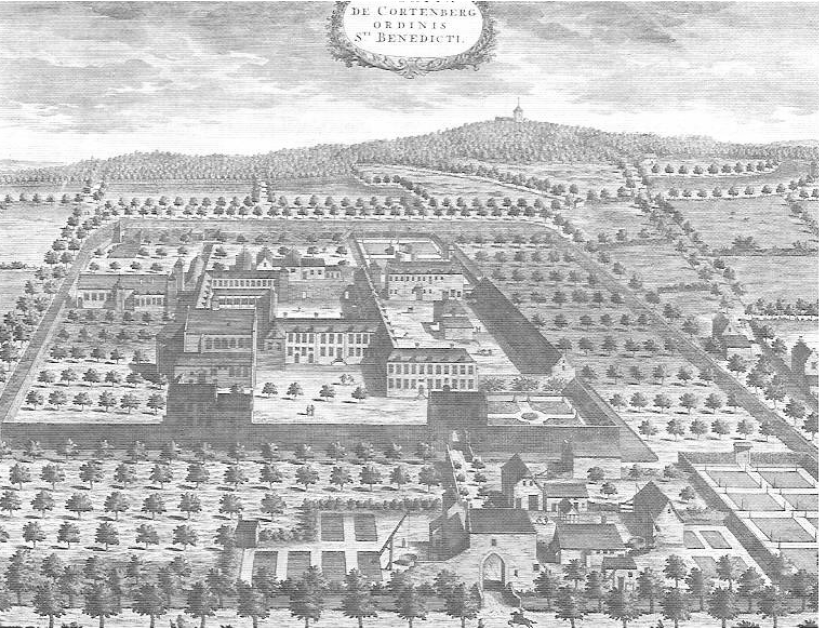
De abdij afgebeeld door Antonius Sanderus, ca. 1659. Op de berg achteraan het oude kerkje.

Omstreeks 1210 verlieten de geestelijken hun berg en vestigden zich in het dal (Minneveld). Hun vroegere kerk werd nu een parochiekerk. Allicht rond 1223 namen ze de regel aan van Benedictus van Nursia. Dit was het jaar waarin ze een bul verkregen van paus Gregorius VIII. Nog in de loop van de 13e eeuw kreeg de abdij een gasthuis voor zieken, armen en reizigers.

### Politiek centrum
De abdij vervulde ook een opmerkelijke politieke rol. Vanaf de 13e eeuw was het een van de plaatsen waar de Staten van Brabant vergaderden. In 1312 ondertekende hertog Jan II van Brabant in de abdij het Charter van Kortenberg, een van de belangrijkste documenten uit die tijd. Bij die gelegenheid liet abdis Elisabeth van Wijnegem toe dat de Raad van Kortenberg - het politieke orgaan dat door de keure was opgericht - regelmatig in de abdij bijeen zou komen. Hierdoor werd Kortenberg - gunstig gelegen tussen Leuven, Tervuren en Brussel - een echt politiek centrum. Dit duurde tot 1375, waarna de Heeren van Cortenbergh niet meer bijeenkwamen.

### Vernielingen en herbouwingen
De abdij kende een bewogen geschiedenis van brandstichting, plundering en heropbouw. De bouw van een muur onder abdis Margareta van der Noot (1399-1424) wijst op gewelddadige tijden. Onder Johanna van Baexhem (1494-1515) was er een zware brand die vele manuscripten in vlammen deed opgaan. De zwaarste slag volgde in 1572, toen soldaten uit het leger van de prins van Oranje de abdij leegroofden. Ook de calvinisten richtten de nodige vernielingen aan (1584). De wederopbouw begon pas in 1596 en het zou nog vijf jaren duren vóór de zusters er terug hun intrek namen. Maar al in 1624 volgde er een nieuwe verwoestende brand.
Onder de Franse Republiek werd de vrouwenabdij opgeheven. Het domein werd in twee loten verkocht aan de Brusselse schepen baron van Grave. De volgende eigenaar was ook een baron, Jean d'Eesbeeck Vanderhaeghen. Hij maakte van de gebouwen een abdijkasteel (1829). Baron Jacques Vandersmissen de Cortenbergh verbleef op het Bouwerijhof, binnen de muren van de abdij, toen hij een orangistisch complot opzette in 1841.
In 1933 kocht kanunnik Misonne het hoofdgebouw en ging het gebruiken voor bezinningen. Hij liet een nieuwe ridderzaal en kapel optrekken. Later schonk hij het aan het aartsbisdom Mechelen.

## Beschrijving

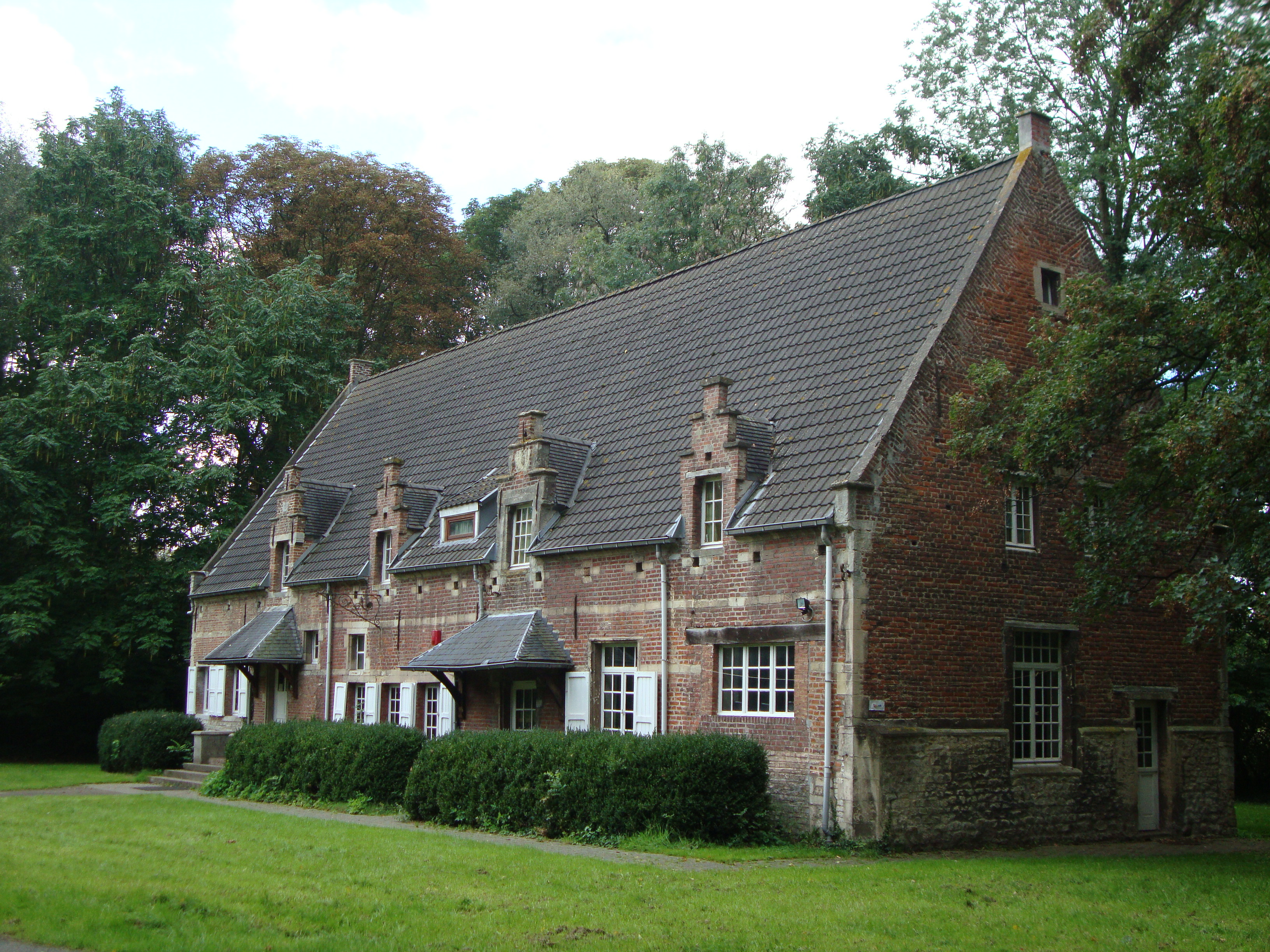
Bijgebouw Benedictijnenvrouwenabdij

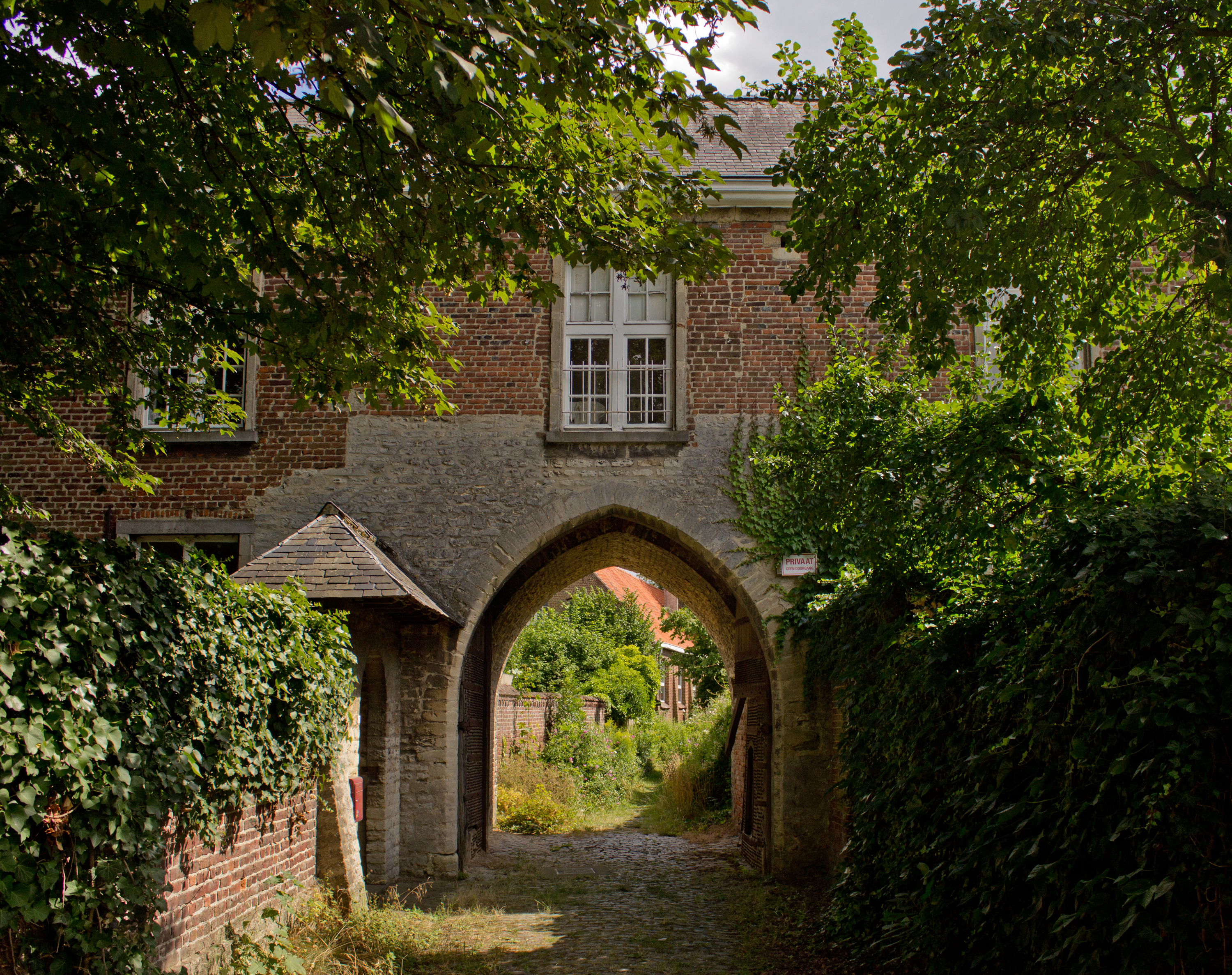
Poortgebouw

De oudste nu nog resterende gedeeltes zijn het poortgebouw met de gotische spitsvormige toegangspoort uit het begin van de zeventiende eeuw, het Veehof uit 1650, het pachthof de Bouwerij uit 1732 en het abdijkasteel gebouwd van 1779 tot 1783.
De traditionele ridderzaal en de barokke abdijkapel dateren slechts van 1934. De abdij, eigendom van het bisdom, werd op 14 februari 2005 bij Vlaams ministerieel besluit opgenomen als beschermd monument. De Oude Abdij Kortenberg is thans een bezinningscentrum en wordt door een vzw uitgebaat.
De abdij huisvest onder andere een afdeling van het centrum voor beroepsopleiding en begeleiding voor personen met een handicap en arbeidsinvaliditeit, Job-Link. Het centrum leidt personen met een (arbeid)handicap op in alle beroepen. Op het domein van de Oude Abdij is er een praktijkgerichte horecaopleiding. Deelnemers aan deze opleiding verzorgen de catering van het volledige bezinningscentrum.
Het geheel werd in 2005 erkend als monument van onroerend erfgoed en behoort tot het cultureel erfgoed in België.

## Verder lezen
- Chris Borgions (1990), De abdij van Kortenberg tegenover adel en patriciaat in Brabant, 1095-1572
- Henri Vannoppen (1995), Kortenberg 1095 – 1995
- Henri Vannoppen (2013), "De abdij van Kortenberg en de Brabantse abdijen in de 14de eeuw", in: Eigen schoon en De Brabander, nr. 1, p. 103-122
- Christiaan Janssens (2018), De Oude Abdij van Kortenberg